# Temporada de GP2 Series de 2005
A Temporada de GP2 Series de 2005 iniciou em Ímola, San Marino no dia 23 de Abril de 2005 e encerrou-se em Manama no Barém dia 30 de Setembro de 2005. O campeão foi o alemão Nico Rosberg, com o finlandês Heikki Kovalainen terminando em segundo.
A temporada 2005 foi a primeira da categoria como GP2, substituindo a Formula 3000 como porta de entrada para a Fórmula 1. 

## Pilotos e construtores
Nota: Como todas as equipes utilizavam chassis Dallara com o motor Mecachrome da  Renault, não se especificam as informações dos carros.
| Equipe               | Carro # | Piloto                    |
| -------------------- | ------- | ------------------------- |
| iSport International | 1       | Scott Speed               |
| iSport International | 2       | Can Artam                 |
| Hitech/Piquet Racing | 3       | Nelson Angelo Piquet      |
| Hitech/Piquet Racing | 4       | Alexandre Sarnes Negrão   |
| BCN Competicion      | 5       | Ernesto José Viso Lossada |
| BCN Competicion      | 6       | Hiroki Yoshimoto          |
| Super Nova Racing    | 7       | Giorgio Pantano           |
| Super Nova Racing    | 8       | Adam Carroll              |
| ART Grand Prix       | 9       | Nico Rosberg              |
| ART Grand Prix       | 10      | Alexandre Prémat          |
| David Price Racing   | 11      | Olivier Pla               |
| David Price Racing   | 12      | Ryan Sharp                |
| David Price Racing   | 12      | Giorgio Mondini           |
| DAMS                 | 14      | José María López          |
| DAMS                 | 15      | Fairuz Fauzy              |
| Coloni Motorsport    | 16      | Mathias Lauda             |
| Coloni Motorsport    | 17      | Ferdinando Monfardini     |
| Coloni Motorsport    | 17      | Toni Vilander             |
| Coloni Motorsport    | 17      | Gianmaria Bruni           |
| Racing Engineering   | 18      | Neel Jani                 |
| Racing Engineering   | 19      | Borja García              |
| Campos Racing        | 20      | Juan Cruz Álvarez         |
| Campos Racing        | 21      | Sergio Hernández          |
| Arden International  | 22      | Heikki Kovalainen         |
| Arden International  | 23      | Nicolas Lapierre          |
| Durango              | 24      | Clivio Piccione           |
| Durango              | 25      | Gianmaria Bruni           |
| Durango              | 25      | Ferdinando Monfardini     |

## Calendário
Na temporada teve 23 corridas em 12 circuitos diferentes. Onze fins de semana de corrida tiveram uma corrida no sábado e outra no domingo, a exceção foi em Mônaco onde ouve apenas uma corrida no fim de semana. 
| Prova | Local                   | Circuito                        | Data           | Vencedor             | Equipe vencedora     |
| ----- | ----------------------- | ------------------------------- | -------------- | -------------------- | -------------------- |
| 1     | Ímola, Itália           | Autodromo Enzo e Dino Ferrari   | 23 de Abril    | Heikki Kovalainen    | Arden International  |
| 2     | Ímola, Itália           | Autodromo Enzo e Dino Ferrari   | 24 de Abril    | Adam Carroll         | Super Nova Racing    |
| 3     | Barcelona, Espanha      | Circuit de Catalunya            | 7 de Maio      | Gianmaria Bruni      | Coloni Motorsport    |
| 4     | Barcelona, Espanha      | Circuit de Catalunya            | 8 de Maio      | José María López     | DAMS                 |
| 5     | Monte Carlo, Mônaco     | Circuit de Monaco               | 21 de Maio     | Adam Carroll         | Super Nova Racing    |
| 6     | Nürburg, Alemanha       | Nürburgring                     | 28 de Maio     | Clivio Piccione      | Durango              |
| 7     | Nürburg, Alemanha       | Nürburgring                     | 29 de Maio     | Heikki Kovalainen    | Arden International  |
| 8     | Magny-Cours, França     | Circuit de Nevers Magny-Cours   | 2 de Julho     | Heikki Kovalainen    | Arden International  |
| 9     | Magny-Cours, França     | Circuit de Nevers Magny-Cours   | 3 de Julho     | Nico Rosberg         | ART Grand Prix       |
| 10    | Silverstone, Inglaterra | Silverstone Circuit             | 9 de Julho     | Nico Rosberg         | ART Grand Prix       |
| 11    | Silverstone, Inglaterra | Silverstone Circuit             | 10 de Julho    | Olivier Pla          | David Price Racing   |
| 12    | Hockenheim, Alemanha    | Hockenheimring                  | 23 de Julho    | Nico Rosberg         | ART Grand Prix       |
| 13    | Hockenheim, Alemanha    | Hockenheimring                  | 24 de Julho    | Olivier Pla          | David Price Racing   |
| 14    | Budapeste, Hungria      | Hungaroring                     | 30 de Julho    | Neel Jani            | Racing Engineering   |
| 15    | Budapeste, Hungria      | Hungaroring                     | 31 de Julho    | Alexandre Prémat     | ART Grand Prix       |
| 16    | Istanbul, Turquia       | Istanbul Racing Circuit         | 20 de Agosto   | Alexandre Prémat     | ART Grand Prix       |
| 17    | Istanbul, Turquia       | Istanbul Racing Circuit         | 21 de Agosto   | Heikki Kovalainen    | Arden International  |
| 18    | Monza, Itália           | Autodromo Nazionale Monza       | 3 de Setembro  | Heikki Kovalainen    | Arden International  |
| 19    | Monza, Itália           | Autodromo Nazionale Monza       | 4 de Setembro  | Neel Jani            | Racing Engineering   |
| 20    | Spa, Bélgica            | Circuit de Spa-Francorchamps    | 10 de Setembro | Nelson Ângelo Piquet | Hitech/Piquet Racing |
| 21    | Spa, Bélgica            | Circuit de Spa-Francorchamps    | 11 de Setembro | Adam Carroll         | Super Nova Racing    |
| 22    | Manama, Barém           | Circuito Internacional do Barém | 29 de Setembro | Nico Rosberg         | ART Grand Prix       |
| 23    | Manama, Barém           | Circuito Internacional do Barém | 30 de Setembro | Nico Rosberg         | ART Grand Prix       |

## Classificação final de pilotos
| Pos. | Número | Piloto                | Equipe                     | Pontos | Corridas | Vitórias | Poles |
| ---- | ------ | --------------------- | -------------------------- | ------ | -------- | -------- | ----- |
| 01   | 09     | Nico Rosberg          | ART Grand Prix             | 120    | 23       | 5        | 5*    |
| 02   | 22     | Heikki Kovalainen     | Arden International        | 105    | 23       | 5        | 2     |
| 03   | 01     | Scott Speed           | iSport International       | 67.5   | 23       | 0        | 1     |
| 04   | 10     | Alexandre Prémat      | ART Grand Prix             | 67     | 23       | 2        | 1     |
| 05   | 08     | Adam Carroll          | Super Nova Racing          | 53     | 23       | 3        | 1*    |
| 06   | 07     | Giorgio Pantano       | Super Nova Racing          | 49     | 23       | 0        | 1     |
| 07   | 18     | Neel Jani             | Racing Engineering         | 48     | 23       | 2        | 1     |
| 08   | 03     | Nelson Angelo Piquet  | Hitech/Piquet Racing       | 46     | 22       | 1        | 0     |
| 09   | 14     | José María López      | DAMS                       | 36     | 23       | 1        | 0     |
| 10   | 17/25  | Gianmaria Bruni       | Coloni Motorsport, Durango | 35     | 21       | 1        | 2*    |
| 11   | 23     | Nicolas Lapierre      | Arden International        | 21     | 22       | 0        | 1     |
| 12   | 05     | Ernesto Viso          | BCN Competicion            | 21     | 22       | 0        | 1*    |
| 13   | 11     | Olivier Pla           | David Price Racing         | 20     | 23       | 2        | 2**   |
| 14   | 19     | Borja García          | Racing Engineering         | 17.5   | 22       | 0        | 0     |
| 15   | 24     | Clivio Piccione       | Durango                    | 14     | 23       | 1        | 1*    |
| 16   | 06     | Hiroki Yoshimoto      | BCN Competicion            | 14     | 21       | 0        | 1*    |
| 17   | 25/17  | Ferdinando Monfardini | Durango, Coloni Motorsport | 5      | 20       | 0        | 1*    |
| 18   | 20     | Juan Cruz Álvarez     | Campos Racing              | 4.5    | 23       | 0        | 0     |
| 19   | 04     | Alexandre Negrão      | Hitech/Piquet Racing       | 4      | 23       | 0        | 2**   |
| 20   | 21     | Sergio Hernández      | Campos Racing              | 3      | 23       | 0        | 0     |
| 21   | 16     | Mathias Lauda         | Coloni Motorsport          | 3      | 23       | 0        | 0     |
| 22   | 02     | Can Artam             | iSport International       | 2      | 23       | 0        | 0     |
| 23   | 12     | Ryan Sharp            | David Price Racing         | 2      | 13       | 0        | 0     |
| 24   | 15     | Fairuz Fauzy          | DAMS                       | 0      | 23       | 0        | 0     |
| 25   | 17     | Toni Vilander         | Coloni Motorsport          | 0      | 4        | 0        | 0     |
| 26   | 12     | Giorgio Mondini       | David Price Racing         | 0      | 10       | 0        | 0     |

* Asterisco em poles indica uma pole que conquistou sendo oitavo na corrida de sábado, para o qual saiu de primeiro na de domingo.
Nota: Corrida em Spa foi encerrada cedo e foram premiados com metade dos pontos.

## Classificação final dos construtores
| Pos. | Equipe               | Pilotos                                                              | Pontos | Vitórias | Poles |
| ---- | -------------------- | -------------------------------------------------------------------- | ------ | -------- | ----- |
| 01   | ART Grand Prix       | Nico Rosberg, Alexandre Prémat                                       | 187    | 7        | 6*    |
| 02   | Arden International  | Heikki Kovalainen, Nicolas Lapierre                                  | 126    | 5        | 3     |
| 03   | Super Nova Racing    | Giorgio Pantano, Adam Carroll                                        | 102    | 3        | 2*    |
| 04   | iSport International | Scott Speed, Can Artam                                               | 69.5   | 0        | 1     |
| 05   | Racing Engineering   | Borja García, Neel Jani                                              | 65.5   | 2        | 1     |
| 06   | HiTech/Piquet Racing | Nelson Angelo Piquet, Alexandre Negrão                               | 50     | 1        | 2**   |
| 07   | DAMS                 | José María López, Fairuz Fauzy                                       | 36     | 1        | 0     |
| 08   | Coloni Motorsport    | Gianmaria Bruni, Mathias Lauda, Toni Vilander, Ferdinando Monfardini | 36     | 1        | 1*    |
| 09   | BCN Competicion      | Ernesto Viso, Hiroki Yoshimoto                                       | 35     | 0        | 2**   |
| 10   | David Price Racing   | Olivier Pla, Ryan Sharp, Giorgio Mondini                             | 22     | 2        | 2**   |
| 11   | Durango              | Clivio Piccione, Ferdinando Monfardini, Gianmaria Bruni              | 19     | 1        | 3**   |
| 12   | Campos Racing        | Sergio Hernández, Juan Cruz Álvarez                                  | 7.5    | 0        | 0     |